# Paris université club (rugby à XV)
Pour un article plus général, voir Paris université club.
Maillots
Actualités
Dernière mise à jour : 09 Septembre 2024.
Le Paris université club est un club français de rugby à XV basé à Paris. C'est la section rugby du club omnisports éponyme (PUC). Il évolue actuellement en Fédérale 1. Il fut longtemps une valeur sûre du rugby français, il joua même trois demi-finales du championnat en 1947, 1955 et 1958. Il était alors le rival régional du Racing Club de France. Le club a joué sa dernière saison dans l’élite en 1997.
Plusieurs fois proche de disparaître, le club est depuis les années 2000 surtout connu pour sa formation de jeunes joueurs.
De nombreux internationaux français sont passés par le club, comme Jean-François Gourdon, David Aucagne, Arthur Gomes, Dimitri Yachvili, Antoine Burban, Wesley Fofana ou Paul Gabrillagues.

## Histoire

### Les débuts en première division

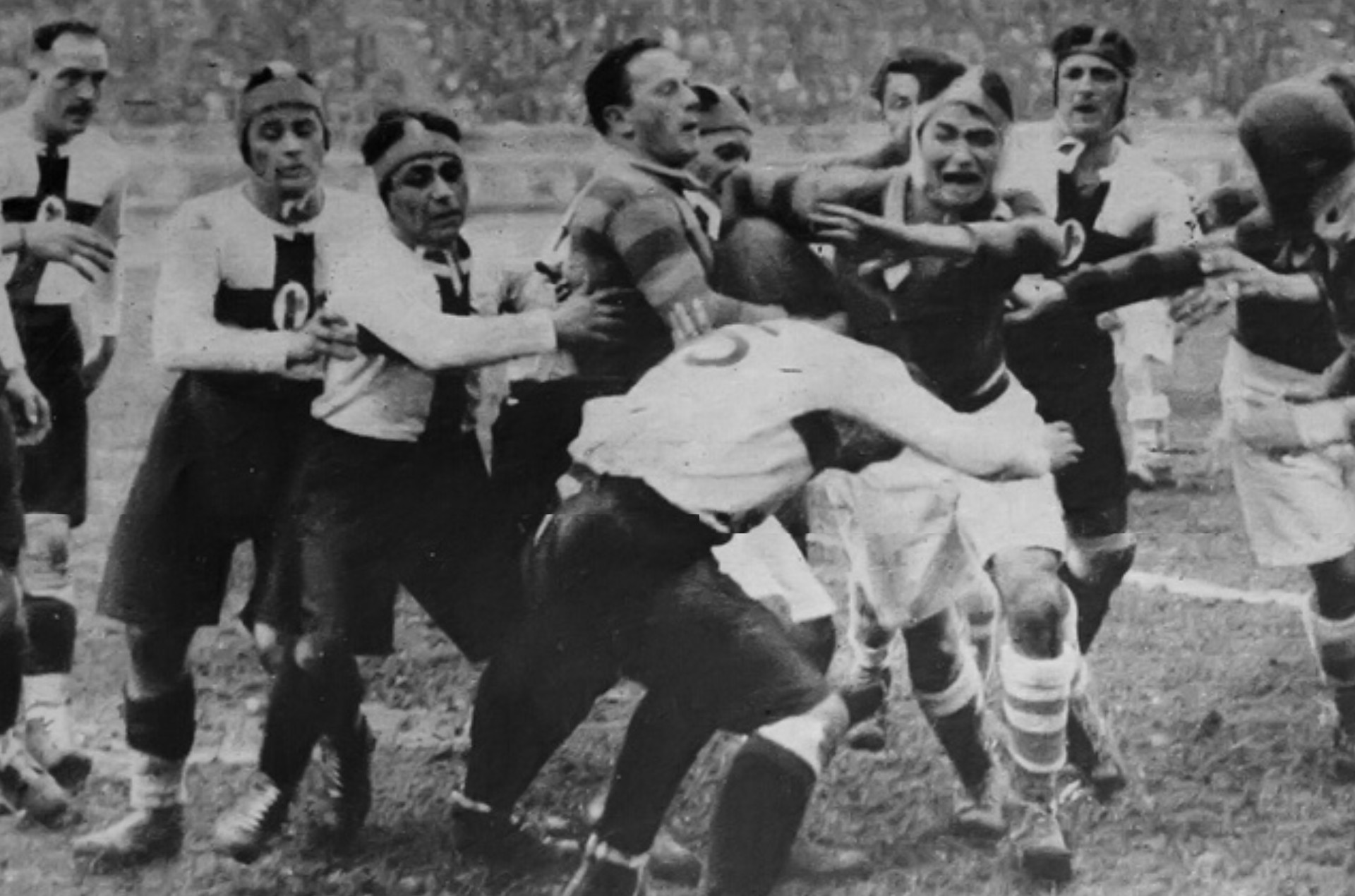
Match entre l'Ambrosiana Rugby et le Paris UC en 1928.

En 1939, Le deuxième ligne Marcel Tucoo-Chalat, sélectionné en équipe de France contre l'équipe de l'Armée de terre britannique est le premier international du Paris UC.
Le club accède pour la première fois à l’élite en 1944 alors que le championnat de France est élargi à 96 clubs.
En 1946, le club atteint les quarts de finale de la coupe de France, battu par le Stade toulousain.
Après la Seconde Guerre mondiale, l’équipe est régulièrement renforcée par des provinciaux qui viennent à Paris pour faire leurs études. Le club était porteur d'un esprit particulier, décontracté et potache, porté sur les facéties en tous genres.

#### Demi-finaliste du championnat 1947
Le PUC accède pour la première fois de son histoire aux demi-finales du championnat en 1947.
Après avoir éliminé Montauban en huitième et les Landais de Soustons en quart de finale, les Parisiens sont éliminés par Agen en demi-finale.
La même année, le club atteint les huitièmes de finale de la coupe de France, éliminé par Béziers.
L’année suivante, le club manque la qualification, devancé par les Dauphinois de Vienne et Romans dans sa poule.
Les trois années suivantes, le PUC échouera aussi à sortir des poules avant de disputer les huitièmes de finale contre Lourdes en 1952 sous la conduite de l’ouvreur international André Haget, transfuge du Biarritz olympique.

#### Demi-finaliste du championnat 1955
Après une non-qualification en 1953 et une défaite en seizième de finale en 1954, le PUC atteint pour la deuxième fois de son histoire les demi-finales du championnat de France en 1955.
Après avoir éliminé la Section paloise en quart de finale 14-9, il s'incline de peu devant le FC Lourdes et ses 8 internationaux 8-6 en demi-finale.

#### Demi-finaliste du championnat 1958
Après un seizième de finale en 1956 et une non-qualification en 1957, le PUC, entraîné désormais par René Deleplace dispute une troisième demi-finale du championnat en 1958.
Après avoir éliminé Périgueux en quart de finale 16-9 avec notamment son centre international Guy Stener, les Parisiens sont éliminés par Mazamet 18-6 en demi-finale.

#### Dernières années en première division (1959-1968)
Les meilleurs éléments optent alors pour le Racing CF et Guy Stener rejoint Vichy en 1961.
Le PUC manque ainsi 4 fois de suite la qualification entre 1959 et 1962 avant d’échouer en seizième de finale en 1963 contre Tarbes.
S’ensuivra 2 nouveaux échecs dans les phases de poules avant une qualification pour les seizièmes de finale en 1966.
Le maintien est acquis de justesse en 1967 mais le PUC se qualifie pour les quarts de finale du challenge Yves du Manoir après avoir laissé derrière lui dans sa poule des équipes comme le Racing Club de France ou Montferrand.
Le club est finalement éliminé en quart de finale par le Stade montois 21-12.
Le club descend en deuxième division en 1968 après 24 années consécutives passées en première division.

### Lent déclin entre la fin des années 1960 et le début des années 1990
Entre la fin des années 60 et les années 90, le PUC a connu des hauts et des bas entre le premier, le second et le troisième niveau hiérarchique du rugby français.

#### Champion de France de deuxième division 1969
En 1969, il est champion de France de deuxième division. Après avoir battu le Stade bagnérais en demi-finale, le PUC s’impose sur le terrain de Musard à Bègles face à Mauléon en finale 17-14 grâce à une interception de Jean-Jacques Chevalier en fin de match.
Dans cette équipe du PUC évoluait un certain Roger Blachon, célèbre dessinateur.

#### Descente en deuxième division en 1971
Le club ne reste que 2 saisons en première division.
En 1970, il réussit à devancer Saint-Claude et Foix et se maintient en première division. Il redescend l'année suivante n'ayant pu éviter la dernière place de sa poule avec seulement 3 victoires en 14 matchs.
Les résultats sont meilleurs en Challenge où le PUC termine 5e de sa poule de 7, devançant notamment son voisin du Racing CF.
Jean-François Gourdon commence sa carrière en deuxième division avec ce club mais partira pour le voisin, le Racing CF dès 1973.
Il faudra 12 ans au PUC entre la deuxième division (qui devient le troisième niveau hiérarchique du rugby français) et le groupe B (deuxième niveau) pour retrouver l’élite.

#### Vice-champion de France groupe B
En 1977-1978, l'international Néo-Zélandais Graham Mourie arrive au club après que le Stade rochelais ait refusé sa venue mais il ne restera qu'une seule saison et n'empêchera pas le club de rester dans le bas du tableau de première division groupe B, battu notamment deux fois par le Racing CF.
L'année suivante, les Juniors Reichel du club sont champion de France après une victoire sur le Stade montois 10-0 en finale.
Deux ans plus tard, les Cadets échouent en finale contre Bagnères 7-4 en lever de rideau de la finale du championnat de France au Parc des Princes.
En 1983, il dispute la finale du groupe B grâce à une bonne génération championne de France Reichel en 1979 qui alimente régulièrement l'équipe première.
Il échoue cependant en finale contre le SA Hagetmau d’Alain Lansamman et retrouve l’élite pour une saison, sans gagner un seul match.
En 1985, le PUC effectue une saison dans le milieu de tableau de première division groupe B.
En fin de saison, Jean-Philippe Swiadek, un des grands espoirs du club en tant que deuxième ligne quitte le club pour Narbonne.

#### Vice-champion de France de deuxième division 1987
Défait à domicile contre Orléans lors de la dernière journée, le club subit une deuxième relégation en 1986 et doit jouer en deuxième division (le troisième niveau hiérarchique du Rugby français à l’époque).
Vice-champion de France de deuxième division 1987 (défaite de finale contre Vichy 12-4), il remonte première division dès la saison suivante.

#### Remontée en première division
Les championnats 1988 et 1989 à 80 clubs sont organisés en seize poules de cinq. Les deux premiers de chaque poule (soit 32 clubs) forment alors le groupe A et se disputent le Bouclier de Brennus. Les autres forment alors le groupe B auquel le PUC participe en 1988 et en 1989.
Le PUC continue de former de bons joueurs mais beaucoup partent rapidement pour le voisin du Racing CF comme le troisième ligne Éric Dalle cette année-là.
Cette année-là, le PUC, renforcé par le jeune ouvreur Bernard Bassi qui arrive en provenance de la Section paloise élimine Albi en huitième de finale aller-retour mais sera éliminé au tour suivant par Chalon-sur-Saône.
Après quatre saisons difficiles, la PUC est classé 37e club français en fin de saison.
La même formule est en vigueur en 1990 et le PUC retrouve l'élite réservé aux 32 meilleurs clubs français ayant devancé dans sa poule de brassage Saint-Gaudens, Hyères et Montchanin mais il n'obtient ensuite que 2 victoires en 14 matchs pour son retour en groupe A.
Le centre Régis Frenzel quitte le club pour Narbonne.
En 1991, la première phase est disputée en 20 poules de 4.
Le groupe qui a vu partir le centre Régis Frentzel s'est en revanche renforcé devant avec l'arrivée de Franz Jolmès. Le PUC termine  troisième derrière Brive et Bourg en Bresse et retrouve le groupe B.
Il termine alors quatrième de sa poule, se qualifiant de justesse pour les seizièmes de finale.

### Arrivée de Daniel Herrero et retour dans l’élite
En 1992, l'arrière Pascal Fauthoux part pour le Racing CF mais le club fait venir Daniel Herrero, ex-entraîneur prestigieux de Toulon. Le club retrouve progressivement le sommet avec des joueurs comme l'ouvreur David Aucagne et le centre Frédéric Saint-Sardos qui arrive de Colomiers.

#### Double montée en groupe A2 puis en groupe A1
Après avoir échoué de justesse en 1993 contre Lourdes puis l’année suivante contre Chateaurenard, le club sous l'impulsion de ses jeunes prometteurs tel que Nicolas Nadau ou Arthur Gomes accède au groupe A2 en 1996 puis à l’élite en 1997 entraîné par Jacques Dury avec Daniel Herrero comme directeur sportif mais ce sera sa dernière saison dans l’élite cette saison-là, en 1996-1997, dans un championnat disputé en deux poules de dix. Il termine neuvième de sa poule et se voit relégué en Élite 2.
La même saison, le club atteint les huitièmes de finale de la coupe de France, battu par le Stade toulousain.

#### Double descente en groupe A2 puis en Fédérale 1
En 1998, un an plus tard, il descend à nouveau en Fédérale 1 et subit de nombreux départ comme celui de Frédéric Saint Sardos vers le Racing club de France.
Le PUC reste en Fédérale 1 les cinq années suivantes et quitte le stade Charléty pour retourner jouer au stade de la Cipale. Il connaît alors des fortunes diverses, alternant les saisons difficiles ou bonnes, comme en 2001, entraînée par Vincent Moscato avec dans rangs un jeune demi de mêlée talentueux et buteur, Dimitri Yachvili.

### Grave crise en 2003
Mais le PUC a connu sa plus grave crise dans les années 2002-2003, quand il fut aux prises avec un déficit énorme (près de 965 000 euros soit plus de 2 fois  son budget annuel) à cause d'erreurs de gestion des gouvernances précédentes. Le président Blachon préféra démissionner. Le club frôla la liquidation judiciaire  et se retrouva en Fédérale 2 (quatrième niveau). Ce fut un changement d'époque.
Sous l’impulsion du Capitaine  de l Équipe 1ere Lionel Rossigneux et du centre Cédric Boudarel qui reprennent alors les commandes du club, ils sauvent le club de la faillite et mettent en place un Comité  Directeur exclusivement composé de joueurs. Ils valident  avec le tribunal de commerce un plan de redressement qui s’étalera sur  10 ans pour rembourser la dette abyssale que les équipes dirigeantes de 1990 a 2003 avaient créé et creusé. 

#### Champion de France de Fédérale 2 2004
Le club ne fut plus jamais en mesure de retrouver le sommet de la pyramide du rugby, même s'il remonta en Fédérale 1, en remportant le championnat de Fédérale 2, Frédéric Saint Sardos revenant au club comme entraîneur assisté de Vincent Moscato avec le Paris UC.
Cette embellie sera de courte durée en le club replongera en Fédérale 2 avant de se retrouver en Fédérale 3.
Après la grande crise, la nouvelle équipe dirigeante décida de ne plus payer les joueurs de l'équipe senior, pour se consacrer à la formation.
Remonté en Fédérale 2, le club retrouve de l'ambition en faisant notamment revenir l'ancien professionnel Clément Daguin et remonte en Fédérale 1 pour la saison 2022-2023 où le club se maintient.
Le PUC évolue pour la saison 2024-2025 en fédéral 2

## Stade
Son fief traditionnel était le stade Charléty dans le treizième arrondissement. Ses équipes s'entraînaient tout à côté sur les terrains de la Cité Universitaire. Le recrutement de ses équipes de jeunes concernait plutôt le sud et l'est de Paris et de sa banlieue alors que le Racing était plutôt à l'ouest.
Le stade  Charléty  fut mis hors service pendant une dizaine d'années, avant de rouvrir en 1994. Le PUC s'étant depuis replié sur au vélodrome de la Cipale dans le bois de Vincennes.

## Palmarès

### Détail du palmarès
- Championnat de France de première division :
  - Demi-finaliste (3) : 1947, 1955 et 1958
- Challenge Yves du Manoir :
  - Quart de finaliste (1) : 1967
- Championnat de France de première division groupe B :
  - Finaliste (1) : 1983
- Championnat de France de 2e division :
  - Champion (1) : 1969
  - Vice-champion (1) : 1987
- Championnat de France de la Fédérale 2 :
  - Champion (1) : 2004
- Championnat de France des équipes réserves :
  - Champion (3) : 1966, 1986 et 1996
- Coupe Frantz Reichel :
  - Vainqueur (1) : 1979
- Championnat de France Junior crabos :
  - Champion (1) : 1987
- Championnat de France Cadet :
  - Finaliste (1) : 1991

### Finales disputées
| Date        | Vainqueur   | Finaliste | Score  | Lieu                                     | Spectateurs |
| ----------- | ----------- | --------- | ------ | ---------------------------------------- | ----------- |
| 22 mai 1983 | SA Hagetmau | Paris UC  | 12 - 7 | Stade municipal Robert-Brettes, Mérignac | 7 000       |

## Personnalités du club
De nombreux internationaux français sont passés par le PUC : Jean-François Gourdon,  Régis Frenzel, David Aucagne, Arthur Gomes, Dimitri Yachvili Antoine Burban, Wesley Fofana, Félix Le Bourhis,  Vincent Rattez ou Paul Gabrillagues.
Il a aussi accueilli des internationaux étrangers comme Graham Mourie (capitaine des All Blacks), Ewen McKenzie (champion du monde avec l'Australie), l'Anglais  Andy Ripley, ou l'Irlandais  Ken Kennedy. Il compte également des internationaux sélectionnés sous ses propres couleurs : André Haget, André Frémaux, Guy Stener.
Il fut marqué par des personnalités flamboyantes comme Pierre Charpy (futur journaliste politique), Gérard Krotoff (joueur, puis président pendant vingt ans de 69 à 89), Roger Blachon, dessinateur humoristique et président dans les années 90, Serge collinet, théoricien et écrivain du rugby. Alain Fournier l’auteur de « Le grand Meaulnes » y joua aussi.

### Entraîneurs
- Clément Dupont
- René Deleplace
- André Boniface
- Robert Antonin
- André Haget
- André Siné
- Guy Malvezin
- Jacques Dury
- Marcel Peyresblanques
- Daniel Herrero
- Vincent Moscato
- Xavier Blond
- Frédéric Saint-Sardos
- Philippe Bousquet
- Marius Tincu
- Jean Trillo
- Adrien Buononato
- Stéphane Eymard
- Vincent Ouzet
- Xavier Teissedre

### Joueurs emblématiques
- David Aucagne
- Dimitri Yachvili
- Roger Blachon
- Antoine Burban
- Wesley Fofana
- Arthur Gomes
- Jean-François Gourdon
- André Haget
- Claude Haget
- Valeriu Irimescu[14]
- Ken Kennedy
- Ewen McKenzie
- Graham Mourie
- Andy Mulligan
- Franz Jolmès
- Nicolas Nadau
- Frédéric Saint-Sardos
- Andy Ripley
- Guy Stener
- Jonathan Danty
- Vincent Rattez